# Colombia (Huila)
Colombia is een gemeente in het Colombiaanse departement Huila. De gemeente telt 8648 inwoners (2005). De gemeente is gespecialiseerd in de koffieteelt. Verder wordt op de hellingen van de Cordillera Oriental suikerriet, maïs en sorgo verbouwd.
- National Archives and Records Administration: 10037936

Acevedo · Agrado · Aipe · Algeciras · Altamira · Baraya · Campoalegre · Colombia · Elías · Garzón · Gigante · Guadalupe · Hobo · Iquira · Isnos · La Argentina · La Plata · Nátaga · Neiva · Oporapa · Paicol · Palermo · Palestina · Pital · Pitalito · Rivera · Saladoblanco · San Agustín · Santa María · Suaza · Tarqui · Tello · Teruel · Tesalia · Timaná · Villavieja · Yaguará